# 金叶桧
金叶桧（学名：Sabina chinensis），为柏科圆柏属下的一个植物品种/栽培型。